# Kosmos-Klasse
Als Kosmos-Klasse wird eine Serie von fünf Fahrgastschiffen bezeichnet, die 1964 und 1965 beim VEB Yachtwerft Berlin gebaut wurden. Die werftinterne Baubezeichnung für die Serie lautete Binnenfahrgastschiff 37,5 m / Typ Berlin – Projekt 2303. Drei Schiffe der Serie erhielten ursprünglich Namen im Zusammenhang mit sowjetischer Weltraumtechnik, daher die Bezeichnung Kosmos-Klasse. Alle Schiffe der Serie sind heute noch in Fahrt. Die meisten Schiffe wurden umgebaut, neu motorisiert und verlängert.

## Geschichte
Im Zuge der dringend notwendigen Modernisierung der Fahrgastschiffsflotten auf dem Gebiet der DDR bekam Anfang der 1960er Jahre der VEB Yachtwerft Berlin den Auftrag zur Entwicklung und zum Bau von Tagesausflugsschiffen für den Einsatz im fahrplanmäßigen Liniendienst und im touristischen Ausflugsverkehr. Die Schiffe sollten speziell für den Einsatz auf den Wasserstraßen des Saale-Mittelelbe-Havelgebietes konzipiert sein. Sie mussten den jeweils vorgegebenen Revierbedingungen, d. h. den Schleusenabmessungen, den Fahrrinnentiefen und den Brückendurchfahrtshöhen auf den vorgegebenen Wasserstraßen entsprechen. Im Ergebnis wurden insgesamt fünf Schiffe dieser Baureihe gefertigt.

## Technische Daten
Die Schiffe waren bei Werftablieferung 35,70 Meter lang und 5,80 Meter breit. Ihr mittlerer Tiefgang betrug 1,00 Meter. Angetrieben wurden die Schiffe von zwei Motoren SKL 6 NVD 21-2, die über Getriebe auf die Propeller wirken. Zur Stromversorgung an Bord stehen zwei Generatoren, angetrieben von je einem Dieselmotor der Baureihe HK 65 (Typbezeichnung NZD 9/12) des Diesel-Kraftmaschinenwerks Karl-Marx-Stadt zur Verfügung. Zugelassen waren die Schiffe ursprünglich für 280 Fahrgäste. Die Schiffe haben drei Decks. Im Unterdeck befinden sich der Maschinenraum und der Wirtschaftsbereich mit Küche, Kühl- und Lagerräumen. Das Hauptdeck teilt sich in den offenen Vorschiffsbereich, den geschlossenen Fahrgastraum für etwa 130 Gäste und den offenen, überdachten Heckteil. Auf dem Oberdeck befinden sich das Steuerhaus und ein offener Fahrgastbereich.

## Schiffe
| Nr. | ENI      | Bauname           | Heutiger Name  | andere Namen             | Bild                                    | L/B/T                     | Pers.              | Stapellauf / Umbau                   | erster Eigner / aktueller Eigner                           | Nachweis |
| --- | -------- | ----------------- | -------------- | ------------------------ | --------------------------------------- | ------------------------- | ------------------ | ------------------------------------ | ---------------------------------------------------------- | -------- |
| 1   | 05609540 | Kosmos            | K.I.Gałczyński | Saaletal                 |                                         | 35,78 m / 5,90 m / 1,10 m | 180                | 1964                                 | VEB Kraftverkehr Halle / Hotel Robert’s Port, Mikołajki    | [ 4 ]    |
| 2   | 38601784 | Sputnik           | Rubin          | Sacrow, Usedom, Visurgis | Rubin, Heimathafen Budapest             | 35,78 m / 5,90 m / 1,11 m | 250                | 1964                                 | VEB Kraftverkehr Wittenberg / RubinGroup Budapest          | [ 8 ]    |
| 3   | 32102209 | Otto von Guericke | Orca           |                          |                                         | 35,78 m / 6,20 m / 1,11 m | max. 130           | 1964                                 | VEB Magdeburger Verkehrsbetriebe / Cruise Prague CZ (Prag) | [ 10 ]   |
| 4   | 05609560 | Lunik             | Paretz         |                          |                                         | 35,78 m / 6,06 m / 1,11 m | 250                | 1964 / 1994 Umbau und Modernisierung | VEB Kraftverkehr Wittenberg / Weisse Flotte Potsdam        |          |
| 5   | 05609390 | Potsdam           | Charlottenhof  |                          | Charlottenhof vor der Glienicker Brücke | 45,73 m / 6,16 m / 1,41 m | 300 (178 im Salon) | 1965 / 1990 Umbau und Verlängerung   | VEB Verkehrsbetriebe Potsdam / Weisse Flotte Potsdam       |          |